# باريس تك للكيمياء
باريس تك للكيمياء (Chimie ParisTech) (وتعرف رسميًا بـÉcole nationale supérieure de chimie de Paris (المعهد الوطني للهندسة الكيميائية بباريس)، وتعرف أيضًا بـإي إن إس سي بي (ENSCP) أو كيمياء باريس (Chimie Paris)) عبارة عن كلية (مؤسسة) تختص بالعلوم الكيميائية والهندسة التطبيقية تأسست عام 1896 وتوجد في الحي الخامس في باريس. وتعد أحد الأعضاء المؤسسين لمعهد باريس تك (معهد التكنولوجيا باريس)، وباريس للعلوم والآداب - كوارتير لاتين (Quartier latin). يلتحق الطلاب بالمدرسة بعد اجتياز اختبارات تنافسية تعرف بـمسابقة الفنون التطبيقية المشتركة، متبوعة على الأقل بعامين من الفصول التحضيرية. وتعرف المدرسة بأنها أكثر مدارس الهندسة الكيميائية التطبيقية انتقاءً للطلاب
والمدرسة عبارة عن مركز أبحاث يحتوي على 9 مختبرات تجري بها أبحاث عالية المستوى في مختلف مجالات الكيمياء.

## معلومات تاريخية
تأسس المعهد الوطني للهندسة الكيميائية بباريس في عام 1896 على يد شارلز فريدل (Charles Friedel) وهو كيميائي وخبير معادن ترأس هذه المدرسة حتى عام 1899. وحينها كانت المدرسة تسمى معمل الصناعات والتجارب الكيميائية. كانت تقع في الحي السادس شارع ميشيل (rue Michelet)، وظلت هناك إلى 1923.
وبعد وفاة فريدل تولى هنري مواسان (Henri Moissan) مقاليد المدرسة. وحصل على جائزة نوبل للكيمياء عام 1906 حينما كان مديرًا. جعل مواسان التحاق الطلاب بالمدرسة خاضعًا للاختبارات التنافسية وأعاد تسمية المدرسة Institut de chimie appliquée (معهد الكيمياء التطبيقية).
وفي عام 1907 بدأت المدرسة في منح درجات الماجستير المرموقة في مجال الهندسة. وعام 1907 توفي مواسان وأنشئت إدارة انتقالية. وسرعان ما عُيّن كاميل شابري (Camille Chabrié) مديرًا. وأغلقت المدرسة مع بدء الحرب العالمية الأولى وأعيد فتحها في 1916. وتميز عام 1916 أيضًا بأنه كان أول عام تلتحق به طالبة بالمدرسة؛ وبذلك أصبح المعهد الوطني للهندسة الكيميائية بباريس من أول المعاهد التي تلتحق به الفتيات في فرنسا.
وفي عام 1923، نقلت المدرسة موقعها إلى الموقع الحالي الكائن بطريق بيري إيه ماري كرو (Pierre et Marie Curie) (في الحي الخامس). صممت المباني وأنشئت بواسطة هنري بول نينو (Henri-Paul Nénot) وهو المهندس المعماري الذي أنشأ سوربون. في عام 1932، أصبحت المدرسة l'Institut de Chimie de Paris (معهد الكيمياء بباريس). وأخيرًا في عام 1948، صارت المعهد الوطني للهندسة الكيميائية بباريس (ENSCP).

## مديرو المعهد الوطني للهندسة الكيميائية بباريس
- 1896 - 1899 : شارلز فريدل
- 1899 - 1907 : هنري مواسان (جائزة نوبل في الكيمياء)
- 1907 - 1908 : توجيه جماعي
- 1908 - 1928 : كاميل شابري
- 1928 - 1938 : جورج أوربان (Georges Urbain) (عضو الأكاديمية الفرنسية للعلوم)
- 1938 - 1950 : لويس هاكسبيل (Louis Hackspill)
- 1950 - 1961 : جورج شاودرون (Georges Chaudron) (عضوالأكاديمية الفرنسية للعلوم)
- 1961 - 1976 : جاك بينارد (Jacques Bénard)
- 1976 - 1985 : فيرناند كوزيمان (Fernand Coussemant)
- 1985 - 1987 : جان تالبوت (Jean Talbot)
- 1987 - 1992 : كلود كويفورو (Claude Quivoron)
- 1992 - 1996 : بيرناند تريميلو (Bernard Trémillon)
- 1996 - 2005 : دانيل أوليفا (Danièle Olivier)
- 2006 - 2010 : آلين فوش (Alain Fuchs)
- 2010 - : فاليري كابوي (Valérie Cabuil)

## وحدات البحث
تشتمل وحدات البحث البارزة على:
- معد بحث وتطوير الطاقة الضوئية، المعهد الوطني للهندسة الكيميائية بباريس بالاشتراك مع المركز الوطني للبحث العلمي (فرنسا). إدارة أوليفا كيري (Olivier Kerrec) [6] ومدير البحث دانيل ليونكوت (Daniel Lincot).[7]

## خريجون بارزون
- إيجين شيلير (Eugène Schueller)، مؤسس لوريال
- جاك بيرجي (Jacques Bergier)
- أوليفا كان (Olivier Kahn)
- جاك ليفاج (Jacques Livage)
- هنري بي كاجان (Henri B. Kagan)

## وصلات خارجية
- Official site of ENSCP
- ENSCP Alumni association
- ParisTech website